# Троцкий, Ной Абрамович
Ной Абра́мович Тро́цкий (14 марта 1895 года, Санкт-Петербург [на фотографии памятника на могиле: 1894—1940], — 19 ноября 1940 года, Ленинград) — советский архитектор.

## Биография

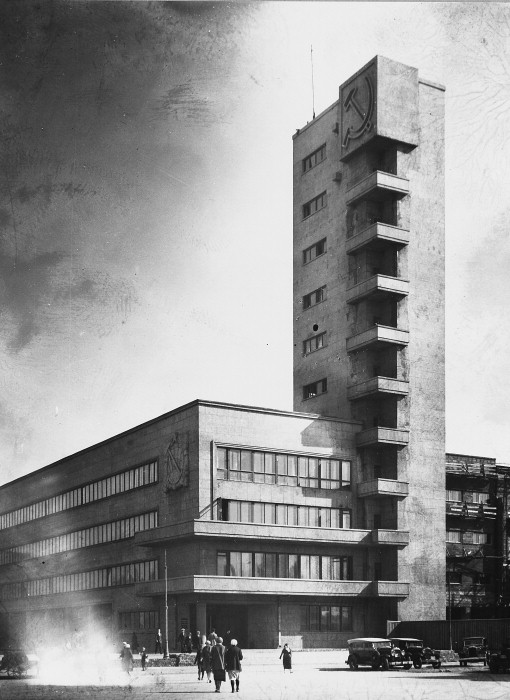
Здание Кировского райсовета

Родился в еврейской семье наборщика типографии. Окончил Академию Художеств (1921) и 2-й Политехнический институт (1921). Дипломную работу в Академии художеств (проект крытого стадиона на 15 000 мест) выполнял под руководством А. Е. Белогруда. Также учился в Свободных мастерских (окончил в 1920), у И. А. Фомина. В 1919 году совместно с Л. М. Тверским получил III премию в конкурсе на проект крематория в Петрограде. В 1920 году совместно с тем же соавтором получил I премии на конкурсах: на планировку Нарвского района Петрограда, на комплекс первых районных бань на Ватном острове в Петрограде. В том же году проект Троцкого под девизом «Ион» получил вторую премию в конкурсе на здания душевых павильонов в Петрограде. Участвовал в конкурсе 1922—1923 на Дворец труда в Москве. Получил первую премию как наиболее яркий пример архаизирующей романтики. В основе композиции плана лежит большой зрительный зал, к которому примыкают малые залы и обслуживающие помещения. Грандиозный объём зала подчеркнут апсидами в которых размещены лестницы.
В 1926 году Троцкому было предложено проектирование механизированного завода по производству оконного стекла и рабочего поселка при нём (завод «Белый бычок», Чагода, Вологодская область). Проект был осуществлён, получил почётное второе место на конкурсе на лучшую стройку «Стеклострой» (1928) и стал образцом для строительства аналогичных заводов в Лисичанске, Гомеле, Горьком и др.
Преподавал в Академии Художеств (с 1929, профессор с 1939) и в Ленинградском институте инженеров коммунального строительства.
Строил (часто совместно с другими архитекторами) в Ленинграде общественные и промышленные сооружения, жилые дома в духе конструктивизма; здание 2-й ГЭС (1923), Василеостровский дворец культуры им. С. М. Кирова (1931—1937), здание Кировского райсовета (1930—1935) с памятником С. М. Кирову на Кировской площади (1938, скульптор Н. В. Томский), Мясокомбинат им. С. М. Кирова (1930—1935), здание НКВД на Литейном проспекте, 4 (1931—1935, совместно с А. И. Гегелло и А. А. Олем; известное как «Большой дом») и др.

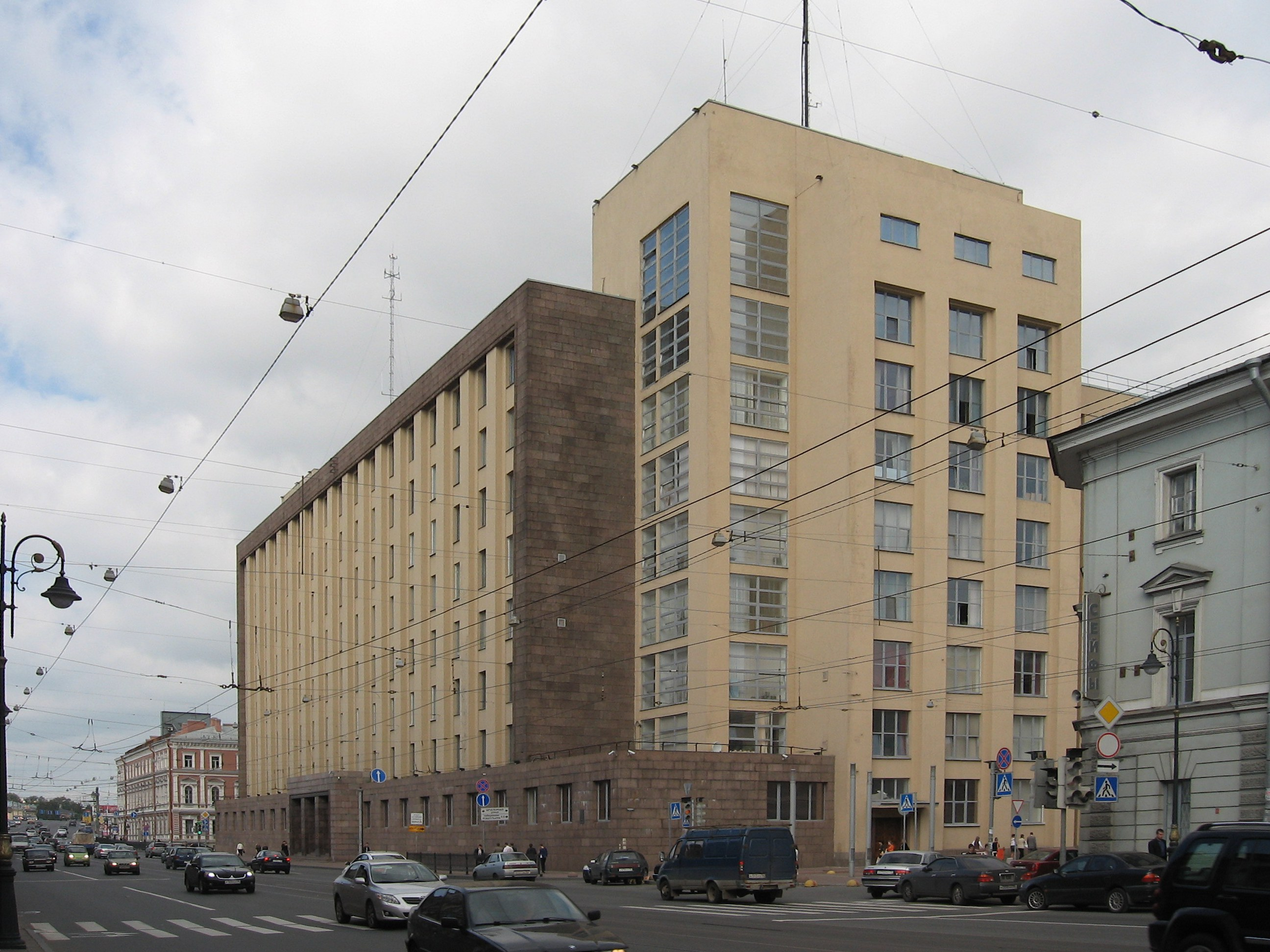
Здание НКВД

Для многих построек Троцкого 1930-х гг. характерно использование неоклассицистических по духу, монументализированных ордерных композиций: жилые дома на Московском проспекте и проспекте Стачек (1932—1940), школа № 199 на площади Искусств (1937). В 1935 году мастерская под руководством Ноя Троцкого разработла типовой проект школы на 880 учащихся, по этому проекту было построено 16 школ в Ленинграде. 13 марта 1936 года на пленуме Ленсовета было принято решение построить здание Дома Советов. Участок был выбран в глубине площади, образуемой пересечением Московского проспекта с Южной дуговой магистралью. В закрытом конкурсе участвовало 11 архитекторов. За основу для дальнейшей разработки был принят проект Троцкого.
Ленинградский «Дом Советов» — крупнейшее по тем временам общественное здание в стране — было выстроено в 1941 году (соавторами мастера стали М. А. Шепилевский и Я. Н. Лукин).

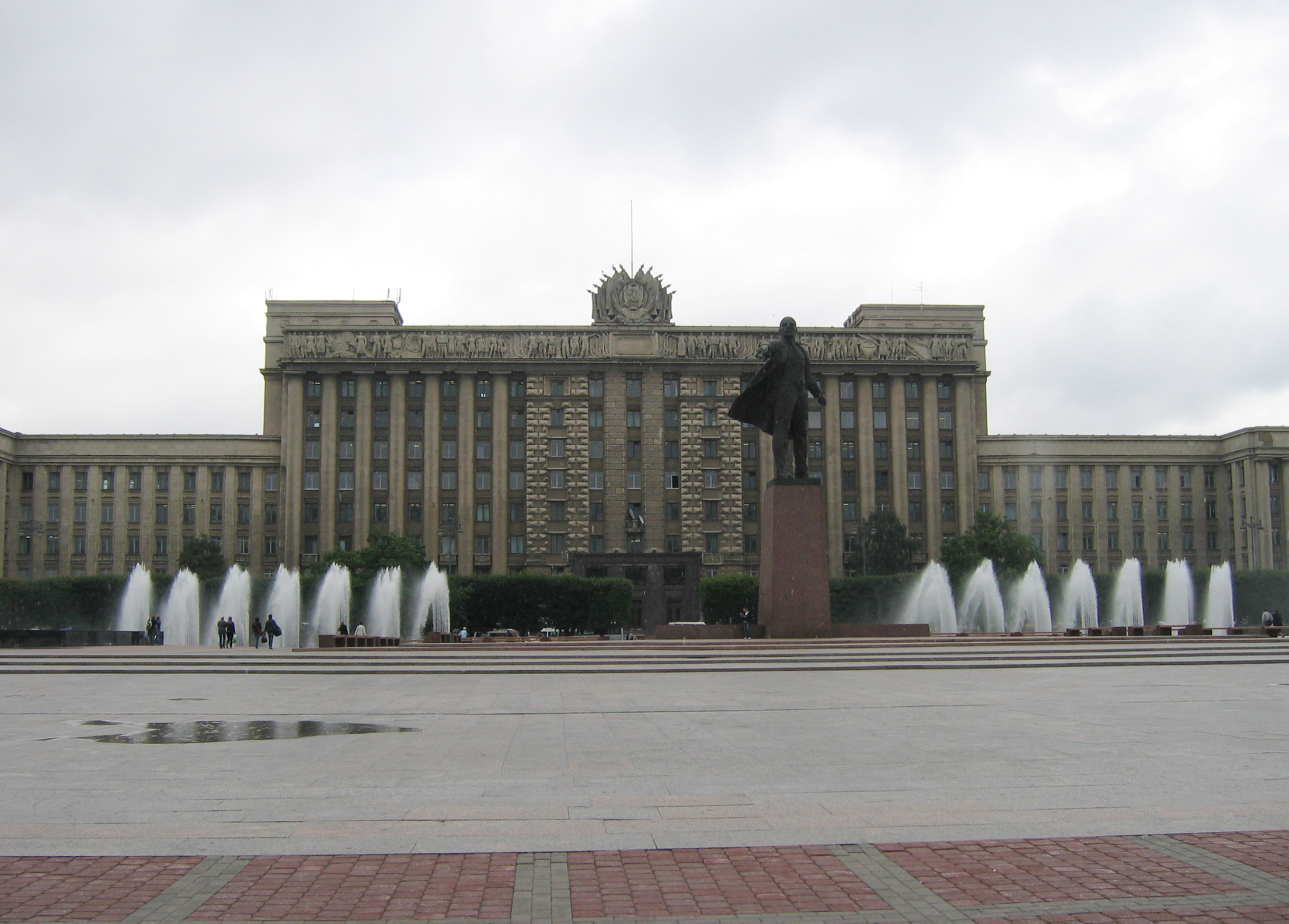
Дом Советов на Московском проспекте

Ной Троцкий строил и в других городах. Так, в соавторстве с Н. Д. Каценеленбогеном им было создано здание Театра оперы и балета в Самаре (1936—1938).
Скончался 19 ноября 1940 года в Ленинграде. Похоронен на Литераторских мостках.

## Семья
- Жена (с 1926 года) — Екатерина Михайловна Петрова-Троцкая, художница[4], скончалась от открытой формы туберкулёза 28 мая 1932 года[5]. 
  - Дочь — Нора Ноевна Троцкая (в замужестве Забинкова, 1927—1999)[6]. Внучки Екатерина Юрьевна Забинкова[7] (1952) и Надежда Юрьевна Забинкова.

## Память
- Выставка «Архитектор Ной Троцкий (1895—1940)», 2004[8]
- Мемориальная доска, установленная по инициативе Чагодощенского музея истории и народной культуры на административном здании Чагодощенского стекольного завода (2011).
- Научно-практическая конференция «Архитектурный облик эпохи в творчестве советского зодчего Н. А. Троцкого. История и современность» (8—9 ноября 2019 г. Чагодощенский музей истории и народной культуры).
- Сквер Архитектора Троцкого, Санкт-Петербург, Московский проспект, 212. Открыт (присвоено имя) 23 сентября 2020 года[9].